# Joanna Wiśniewska (lekkoatletka)
Joanna Wiśniewska (ur. 24 maja 1972 we Wrocławiu) – polska lekkoatletka specjalizująca się w rzucie dyskiem.

## Kariera sportowa
Kariera sportowa Joanny Wiśniewskiej trwa ponad trzydzieści lat, należąc do najdłuższych w historii polskiej lekkoatletyki. W 1987 r. jako zawodniczka klubu Parasol Wrocław uzyskała w pchnięciu kulą 10.53 m, plasując się na 4. miejscu w tabelach krajowych młodziczek. W następnych latach rozpoczęła specjalizację w rzucie dyskiem. Wiśniewska reprezentowała Polskę podczas Letnich Igrzysk Olimpijskich 2004 w Atenach, kończąc na 10. miejscu w finale rzutu dyskiem. Podczas kolejnych igrzysk, w Pekinie odpadła w eliminacjach. Na mistrzostwach świata w lekkoatletyce 2005 w Helsinkach zajęła 12. miejsce w finale. Następne mistrzostwa świata w Osace, ukończyła na 6. miejscu. Startowała także na mistrzostwach świata w Sewilli 1999 i Edmonton 2001, ale nie wchodziła do finału.  Uczestniczyła w mistrzostwach Europy w Monachium 2002, gdzie zajęła 9. miejsce. W 2010 zdobyła brąz na mistrzostwach Starego Kontynentu. Na uniwersjadzie w 1999 w Palma de Mallorca zdobyła srebrny medal. W superlidze pucharu Europy w Bydgoszczy (2004) i Annecy (2008) zajęła 3. miejsca z wynikami odpowiednio: 60,51 i 59,01. Dziewięciokrotnie zdobywała mistrzostwo Polski: 1995, 1999, 2000, 2002, 2008, 2010, 2011, 2012 i 2016. 
Rekord życiowy: 63,97 m (12 lipca 1999, Palma de Mallorca).
W 2010 odznaczona Złotym Krzyżem Zasługi.

## Progresja wyników
| Rok  | Odległość (m) | Miejsce w tabelach krajowych | Miejsce w tabelach światowych | Źródło |
| ---- | ------------- | ---------------------------- | ----------------------------- | ------ |
| 1988 | 48,12         | 15.                          | -                             | [ 4 ]  |
| 1989 | 50,52         | 7.                           | -                             | [ 5 ]  |
| 1990 | 50,68         | 8.                           | -                             | [ 6 ]  |
| 1991 | 53,92         | 4.                           | -                             | [ 7 ]  |
| 1992 | 52,58         | 4.                           | -                             | [ 8 ]  |
| 1993 | 57,56         | 3.                           | 83.                           | [ 9 ]  |
| 1994 | 59,58         | 2.                           | 47.                           | [ 9 ]  |
| 1995 | 58,64         | 2.                           | 55.                           | [ 9 ]  |
| 1996 | 59,42         | 2.                           | 60.                           | [ 9 ]  |
| 1997 | 60,92         | 2.                           | 43.                           | [ 9 ]  |
| 1998 | 60,56         | 3.                           | 50.                           | [ 9 ]  |
| 1999 | 63,97         | 1.                           | 18.                           | [ 9 ]  |
| 2000 | 63,94         | 1.                           | 21.                           | [ 9 ]  |
| 2001 | 63,75         | 1.                           | 14.                           | [ 9 ]  |
| 2002 | 62,29         | 1.                           | 23.                           | [ 9 ]  |
| 2003 | 62,91         | 2.                           | 18.                           | [ 9 ]  |
| 2004 | 62,79         | 2.                           | 25.                           | [ 9 ]  |
| 2005 | 62,50         | 3.                           | 20.                           | [ 9 ]  |
| 2006 | 62,34         | 2.                           | 22.                           | [ 9 ]  |
| 2007 | 63,13         | 1.                           | 15.                           | [ 9 ]  |
| 2008 | 62,32         | 1.                           | 24.                           | [ 9 ]  |
| 2009 | 61,78         | 3.                           | 25.                           | [ 9 ]  |
| 2010 | 62,37         | 1.                           | 17.                           | [ 9 ]  |
| 2011 | 59,86         | 2.                           | 40.                           | [ 10 ] |
| 2012 | 61,92         | 2.                           | 31.                           | [ 11 ] |
| 2013 | 59,64         | 2.                           | 47.                           | [ 12 ] |
| 2014 | 59,88         | 2.                           | 38.                           | [ 13 ] |
| 2015 | 59,43         | 3.                           | 50.                           | [ 14 ] |
| 2016 | 60,31         | 1.                           | 54.                           | [ 15 ] |
| 2017 | 57,46         | 4.                           | 70.                           | [ 16 ] |
| 2019 | 47,86         | 11.                          |                               | [ 17 ] |

## Osiągnięcia
| Rok  | Impreza                                 | Miejsce               | Pozycja           | Wynik |
| ---- | --------------------------------------- | --------------------- | ----------------- | ----- |
| 1990 | Mistrzostwa świata juniorów             | Płowdiw               | el. – 22. miejsce | 45,02 |
| 1991 | Mistrzostwa Europy juniorów             | Saloniki              | 9. miejsce        | 48,50 |
| 1997 | Igrzyska bałtyckie                      | Kowno                 | 1. miejsce        | 60,00 |
| 1999 | Superliga pucharu Europy                | Paryż                 | 4. miejsce        | 60,63 |
| 1999 | Uniwersjada                             | Palma de Mallorca     | 2. miejsce        | 63,97 |
| 1999 | Mistrzostwa świata                      | Sewilla               | el. – 17. miejsce | 59,83 |
| 2000 | I liga pucharu Europy                   | Bydgoszcz             | 2. miejsce        | 57,98 |
| 2001 | Zimowy puchar Europy w rzutach          | Nicea                 | 5. miejsce        | 59,78 |
| 2001 | I liga pucharu Europy                   | Vaasa                 | 1. miejsce        | 63,20 |
| 2001 | Igrzyska frankofońskie                  | Ottawa                | 2. miejsce        | 56,94 |
| 2001 | Mistrzostwa świata                      | Edmonton              | el. – 17. miejsce | 58,53 |
| 2002 | Superliga pucharu Europy                | Annecy                | 5. miejsce        | 58,06 |
| 2002 | Mistrzostwa Europy                      | Monachium             | 9. miejsce        | 58,92 |
| 2003 | I liga pucharu Europy                   | Lappeenranta          | 2. miejsce        | 58,22 |
| 2004 | Superliga pucharu Europy                | Bydgoszcz             | 3. miejsce        | 60,51 |
| 2004 | Igrzyska olimpijskie                    | Ateny                 | 10. miejsce       | 60,74 |
| 2005 | Mistrzostwa świata                      | Helsinki              | 12. miejsce       | 57,06 |
| 2006 | Mistrzostwa Europy                      | Göteborg              | 12. miejsce       | 59,41 |
| 2007 | Zimowy puchar Europy w rzutach          | Jałta                 | 5. miejsce        | 57,19 |
| 2007 | Superliga pucharu Europy                | Monachium             | 4. miejsce        | 57,99 |
| 2007 | Mistrzostwa świata                      | Osaka                 | 6. miejsce        | 61,35 |
| 2008 | Zimowy puchar Europy w rzutach          | Split                 | 7. miejsce        | 57,51 |
| 2008 | Superliga pucharu Europy                | Annecy                | 3. miejsce        | 59,01 |
| 2008 | Igrzyska olimpijskie                    | Pekin                 | el. – 18. miejsce | 59,40 |
| 2009 | Zimowy puchar Europy w rzutach          | Teneryfa              | 3. miejsce        | 58,91 |
| 2009 | Mistrzostwa świata                      | Berlin                | el. – 21. miejsce | 58,85 |
| 2010 | Superliga drużynowych mistrzostw Europy | Bergen                | 5. miejsce        | 54,25 |
| 2010 | Mistrzostwa Europy                      | Barcelona             | 3. miejsce        | 62,37 |
| 2012 | Mistrzostwa Europy                      | Helsinki              | 10. miejsce       | 57,72 |
| 2013 | Zimowy puchar Europy w rzutach          | Castellón de la Plana | 8. miejsce        | 58,11 |